# Ultraleichtfluggelände Wertheim

i7
i11
i13
Das Ultraleichtfluggelände Wertheim ist ein Ultraleichtfluggelände im Gebiet der Stadt Wertheim im Main-Tauber-Kreis in Baden-Württemberg. Es wird durch den Luftsportverein Wertheim e. V. betrieben.

## Lage
Das Ultraleichtfluggelände liegt etwa 4 km südlich des Zentrums von Wertheim auf den Gemarkungen der Wertheimer Stadtteile Dörlesberg und Reicholzheim. Naturräumlich liegt es an den nördlichen Ausläufern des Odenwalds. Es ist das nördlichste Fluggelände in Baden-Württemberg.

## Flugbetrieb
Das Ultraleichtfluggelände ist zugelassen für Ultraleichtflugzeuge, fußstartfähige Ultraleichtflugzeuge sowie Motorschirme und Hängegleiter im Schlepp von
Ultraleichtflugzeugen. Am Fluggelände und seiner Umgebung dürfen maximal fünf motorisierte Luftsportgeräte gleichzeitig betrieben werden. Das Ultraleichtfluggelände ist mit einer 315 m langen und 20 m breiten Start- und Landebahn aus Gras (Richtung 07/25) ausgestattet. An beiden Enden der Start- und Landebahn befindet sich jeweils ein 15 m langer Sicherheitsstreifen. Für Motorschirmpiloten steht ein eigener Startplatz zur Verfügung. Eine Landung ist nur nach vorheriger Anmeldung möglich (PPR).

## Geschichte
Der Luftsportverein Wertheim e. V. wurde 1997 gegründet. Das Ultraleichtfluggelände wurde am 14. Mai 1998 genehmigt.

## Zwischenfälle
Am 25. Mai 2010 startete ein Ultraleichtflugzeug des Typs Ikarus C42 B vom Ultraleichtfluggelände Wertheim. Es flog zunächst in einem flachen Winkel und ging dann in einen nahezu senkrechten Steigflug über. In einer Höhe von 35–45 m über Grund kippte das Ultraleichtflugzeug mit einer Drehung von etwa 100° nach rechts ab und prallte in der Verlängerung der Piste 07 auf ein Feld. Beide Insassen wurden dabei tödlich verletzt. Das Ultraleichtflugzeug wurde komplett zerstört.